# Brides Veil
Brides Veil (englisch für Brautschleier; auch bekannt als Hairora Falls) ist ein Wasserfall bislang nicht ermittelter Fallhöhe im zur Region Otago gehörenden Teil der Catlins auf der Südinsel Neuseelands. Er liegt im Lauf des Alison Creek, der einige Kilometer hinter dem Wasserfall in den Waipati River mündet, in dessen Lauf wenige hundert Meter östlich des hier beschriebenen Wasserfalls die Masons Apron Falls liegen.